# Sessinia maculata
Sessinia maculata es una especie de coleóptero de la familia Oedemeridae.

## Distribución geográfica
Habita en Madagascar.